# Цветы (деревня)
 Цветы  — опустевшая деревня в Шабалинском районе Кировской области. Входит в состав Гостовского сельского поселения.

## География
Расположена на расстоянии примерно 29 км по прямой на северо-запад от райцентра поселка Ленинского.

## История
Известна с 1873 года как починок Андреяновский или Сава Вылягжанин, в котором дворов 9 и жителей 60, в 1905 (Андреяновский или Цветки) 18 и 178, в 1926 (деревня Цветки или Андриановское) 24 и 139, в 1950 (Цветы) 22 и 72, в 1989 7 жителей.

## Население
Постоянное население составляло 2 человека (русские 100%) в 2002 году, 0 в 2010.